# Metropolia krasnojarska
Metropolia krasnojarska – jedna z metropolii Rosyjskiego Kościoła Prawosławnego. W jej skład wchodzi pięć eparchii:
- krasnojarska,
- jenisejska[1],
- kańska[2],
- norylska[1],
- minusińska[3].

Erygowana przez Święty Synod Rosyjskiego Kościoła Prawosławnego w październiku 2011. Jej pierwszym ordynariuszem został metropolita krasnojarski Pantelejmon (Kutowoj).